# Lexington (Carolina do Sul)
Lexington é uma cidade  localizada no estado norte-americano da Carolina do Sul, no Condado de Lexington.

## Demografia
Segundo o censo norte-americano de 2000, a sua população era de 9793 habitantes.
Em 2006, foi estimada uma população de 14.110, um aumento de 4317 (44.1%).

## Geografia
De acordo com o United States Census Bureau tem uma área de
14,9 km², dos quais 14,7 km² cobertos por terra e 0,2 km² cobertos por água. Lexington localiza-se a aproximadamente 58 m acima do nível do mar.

## Localidades na vizinhança
O diagrama seguinte representa as localidades num raio de 12 km ao redor de Lexington.